# Arnold Rust
Arnold Rust (Thänsdorf, (district Greifenhagen) Pommeren nu: Powiat Gryfiński, 6 februari 1867 – 1952) was een Duits componist en militaire kapelmeester.

## Levensloop
Rust werd in 1900 lid van de militaire muziekkapel van het Infanterie-Regiment Nr. 96 in Gera, waar hij tot 1905 verbleef. Intussen had hij aan de Koninklijke Hoge School voor Muziek te Berlijn afgestudeerd als Musikmeister. Aansluitend werd hij dirigent van de militaire muziekkapel van het 6e Badische Infanterie-Regiment „Kaiser Friedrich III“ Nr. 114 te Konstanz, waar hij later "Obermusikmeister" werd.
Als componist schreef hij vooral marsen en liederen. Bekend werden zijn Givenchy-Präsentiermarsch als hulde aan het 6e Badische Infanterie-Regiment „Kaiser Friedrich III“ Nr. 114 en herinnering aan de slag van "La Bassée" in het Franse dorp Givenchy-lès-la-Bassée op 13 oktober 1914. Voor hetzelfde regiment schreef hij het marslied op een tekst van luitenant Leffson Das Lied von Chérisy, voor mannenkoor en harmonieorkest ter herinnering aan het gevecht bij de Franse gemeente Chérisy op 3 mei 1917. 
Verder is de Von Donop-Marsch, op. 19, bekend, een herinnering aan de commandeur van zijn Infanterie-Regiment Nr. 96 in Gera.

## Composities

### Werken voor harmonieorkest
- 1905 Von Donop-Marsch, op. 19
- 1914 Givenchy-Marsch - Eine Erinnerung für das 6. Badische Infanterie-Regiment Kaiser Friedrich III. Nr. 114 an den Sturmangriff am 13.X.1914
- om 1915 Hurra, die M.G.K.! (Unsere Kompanie)
- 1916 Aus großer Zeit
- 1922 Eidgenössisches Musikfest Biel 1922
- 1924 Schützenblut - Marsch zum Eidgenössischen Schützenfest in Aarau in 1924
- 1925 Faithful and Bold - (won een compositiewedstrijd in het Verenigd Koninkrijk)
- Alpina-Marsch
- Das Lied von Chérisy, voor mannenkoor en harmonieorkest
- Die Schlosswache, op. 11
- Junge Lieb' und alter Wein
- Le Jurassien
- Mit fliegenden Fahnen
- Rund um die Welt
- Seeländer Marsch
- Treue um Treue
- Zweierlei Tuch

### Vocale muziek

#### Liederen
- 1926 Barmherzig und gnädig ist der Herr! aus dem 103. Psalm, aria voor sopraan, piano (of orkest) en orgel (of harmonium)
- 1926 Lobe den Herrn, meine Seele! aus dem 103. Psalm, aria voor sopraan, piano (of orkest) en orgel (of harmonium)
- Am Brünnele, voor zangstem en piano
- Vier Lieder, voor zangstem en piano, op. 5
  1. Gute Nacht: „Am blauen Bergsee an des Ufers Rand“
  2. Wenn ich’s nur wüsst’: „Er hat im Traum geküsst“
  3. Trost im Leid: „Trocknet die Thränen, lasst euer Klagen“
  4. "Es stand in den Sternen geschrieben"